# モンテファルコ
モンテファルコ（伊: Montefalco）は、イタリア共和国ウンブリア州ペルージャ県にある、人口約5,300人の基礎自治体（コムーネ）。

## 地理

### 位置・広がり

#### 隣接コムーネ
隣接するコムーネは以下の通り。
- ベヴァーニャ
- カステル・リタルディ
- フォリーニョ
- ジャーノ・デッルンブリア
- グアルド・カッタネーオ
- トレーヴィ

### 気候分類・地震分類
モンテファルコにおけるイタリアの気候分類 (it) および度日は、zona E, 2269 GGである。
また、イタリアの地震リスク階級 (it) では、zona 2 (sismicità media) に分類される。

## 行政

### 分離集落
モンテファルコには、以下の分離集落（フラツィオーネ）がある。
- Camiano, Casale, Cerrete, Fabbri, Fratta, Madonna della Stella, Montepennino, Pietrauta, San Clemente, San Luca, San Marco, Torre di Montefalco, Turrita

## 文化・観光
「スローシティ」加盟都市、「イタリアの最も美しい村」クラブ加盟コムーネである。